# Міжнародний інститут океану
Міжнародний інститут океану (англ. International Ocean Institute, IOI) — провідна світова неурядова некомерційна організація, що здійснює професійну підготовку фахівців і забезпечує нарощування потенціалу в галузі управління океаном на глобальному рівні.

## Історія створення
У 1972 р. з ініціативи професора Елізабет Манн-Боргезе засновано Міжнародний інститут океану (МІО). Його створення стало важливим досягненням у боротьбі за просування концепції «Pacem in maribus» (мир в морях), збереження океану, його ресурсів, щоб майбутні покоління могли користуватися багатствами океану. 

## Місія
Місія Міжнародного інституту океану полягає у:
- забезпеченні умов сталого розвитку океану як «джерела життя», підтримці і розширенні принципів спільної спадщини, закріплених в Конвенції ООН з морського права (UNCLOS)[2];
- просуванні концепції «Pacem в Maribus» та управлінні і збереженні ресурсів океану на благо майбутніх поколінь;
- просуванні концепції управління океаном, включаючи комплексну політику планування і управління океаном на національному, регіональному та глобальному рівнях;
- проведенні підготовки і навчання з нарощування потенціалу для задоволення попиту на відповідальних майбутніх лідерів в області управління океанами;
- сприянні розробці відповідних морських законів і правил, реалізації національних/регіональних планів розвитку, міжнародних угод з управління та сталого використання Світового океану, прибережних районів та островів;
- підтримці раціонального використання океану країнами, що розвиваються та країн з перехідною економікою, за рахунок нарощування потенціалу, професійної підготовки і освіти, що дозволяє їм управляти океаном, прибережними ресурсами на стійкій основі.

## Діяльність
Діяльність МІО спрямована на підготовку молодих практиків відповідно до сучасних вимог з управління Світовим океаном і прибережними територіями, з акцентом на моральні, етичні, правові цінності в управлінні океаном (принципі справедливості і мирного використання океану).
Основна фінансова підтримка МІО і його глобальних програм надходить з Фонду науки і дослідження океану (OSRF). Внески є суттєвими, з точки зору якості і кількості, доповнюючи фінансові ресурси необхідні для виконання програм і реалізації місії МІО.
Ключовими напрямками діяльності, які підтримують місію МІО, є: 
- Навчання;
- Нарощування потенціалу;
- Міжнародні відносини;
- Публікації.

МІО здійснює свою діяльність через мережу оперативних і координаційних центрів по всьому світу.
В Україні Координаційний центр Міжнародного інституту океану функціонує з 2015 р. і представлений Громадською організацією «Екологічна ініціатива», що є Національним оператором програм «Блакитний прапор» та «Зелений ключ» Фонду екологічної освіти.